# Flavio Castellani
| Odkryte planetoidy: 6  | Odkryte planetoidy: 6 | Odkryte planetoidy: 6 |
| ---------------------- | --------------------- | --------------------- |
| (21308) 1996 XG5       | 2 grudnia 1996        |                       |
| (25216) Enricobernardi | 10 października 1998  |                       |
| (27094) Salgari        | 25 października 1998  |                       |
| (27095) Girardiwanda   | 25 października 1998  |                       |
| (42775) Bianchini      | 26 października 1998  |                       |
| (96307) 1996 XT2       | 4 grudnia 1996        |                       |
| 1. 2. 3.               |                       |                       |

Flavio Castellani – włoski astronom.
Wspólnie z innymi astronomami odkrył 6 planetoid. Współodkrył także supernowe SN 2012fm i SN 2013ff. Korzysta z Osservatorio del Monte Baldo. Działa w Circolo Astrofili Veronesi.